# High School Musical (nhạc phim)
High School Musical là tên của soundtrack của bộ phim nguyên gốc Disney Channel cùng tên. Được thu âm trong 5 ngày, nó đã được phát hành ngày 10 tháng 1 năm 2006, trở thành album bán chạy nhất trong năm đó với hơn 3,7 triệu bản đã bán được ở Hoa Kỳ và Canada (tính đến tháng 1 năm 2007).

## Danh sách bài hát
| STT | Nhan đề                                | Thể hiện                                                                   | Thời lượng |
| --- | -------------------------------------- | -------------------------------------------------------------------------- | ---------- |
| 1.  | "Start of Something New"               | Zac Efron, (Drew Seeley**), Vanessa Hudgens                                | 3:17       |
| 2.  | "Get'cha Head in the Game"             | Zac Efron, (Drew Seeley**)                                                 | 2:26       |
| 3.  | "What I've Been Looking For"           | Ashley Tisdale, Lucas Grabeel                                              | 2:04       |
| 4.  | "What I've Been Looking For (Hát lại)" | Zac Efron, (Drew Seeley**), Vanessa Hudgens                                | 1:20       |
| 5.  | "Stick to the Status Quo"              | Các diễn viên High School Musical                                          | 4:28       |
| 6.  | "When There Was Me and You"            | Vanessa Hudgens                                                            | 3:00       |
| 7.  | "Bop to the Top"                       | Ashley Tisdale, Lucas Grabeel                                              | 1:47       |
| 8.  | "Breaking Free"                        | Zac Efron, (Drew Seeley**), Vanessa Hudgens                                | 3:27       |
| 9.  | "We're All in This Together"           | Các diễn viên High School Musical                                          | 3:51       |
| 10. | "I Can't Take My Eyes Off of You"      | Zac Efron, (Drew Seeley**), Vanessa Hudgens, Ashley Tisdale, Lucas Grabeel | 2:51       |
| 11. | "Get'cha Head in the Game"             | B5                                                                         | 2:43       |
| 12. | "Start of Something New"               | (Instrumental*)                                                            | 3:16       |
| 13. | "Breaking Free"                        | (Instrumental*)                                                            | 3:27       |

* Không có trong đĩa thứ nhất của phiên bản 2 đĩa đặc biệt.
** Drew Seeley hát trong một số bài hát, giọng anh được trộn với giọng của Zac Efron. Anh không được ghi tên vào danh sách thực hiện.

### High School Musical Phiên bản đặc biệt 2 đĩa
Ngày 23 tháng 5 năm 2006, cùng với ngày DVD được phát hành, Walt Disney Records phát hành một phiên bản đặc biệt của album High School Musical album, cùng một đĩa bonus với 8 track karaoke.
| Đĩa 2 | Đĩa 2                             | Đĩa 2      |
| STT   | Nhan đề                           | Thời lượng |
| ----- | --------------------------------- | ---------- |
| 1.    | "Start of Something New"          | 3:31       |
| 2.    | "Get'cha Head in the Game"        | 2:37       |
| 3.    | "What I've Been Looking For"      | 2:13       |
| 4.    | "When There Was Me And You"       | 3:15       |
| 5.    | "Bop to the Top"                  | 2:08       |
| 6.    | "Breaking Free"                   | 3:42       |
| 7.    | "We're All in This Together"      | 4:13       |
| 8.    | "I Can't Take My Eyes Off of You" | 3:07       |

## Xếp hạng và chứng nhận
| Bảng xếp hạng (2006)           | Vị trí cao nhất |
| ------------------------------ | --------------- |
| Argentine Top 50 Albums Chart  | 1               |
| Australian ARIA Albums Chart   | 1               |
| Mexican Top 100 Albums Chart   | 1               |
| Venezuelan Top 40 Albums Chart | 1               |
| UK Compilation Albums Chart*   | 1               |
| U.S. Billboard 200             | 1               |

| Bảng xếp hạng (2006) | Vị trí |
| -------------------- | ------ |
| Đức (IFPI)           | #65    |

| Quốc gia                                                                           | Chứng nhận  | Số đơn vị/doanh số chứng nhận |
| ---------------------------------------------------------------------------------- | ----------- | ----------------------------- |
| Argentina (CAPIF)                                                                  | 4× Bạch kim | 160.000^                      |
| Úc (ARIA)                                                                          | Bạch kim    | 35,000^                       |
| Brasil (Pro-Música Brasil)                                                         | 2× Bạch kim | 120.000*                      |
| Canada (Music Canada)                                                              | Bạch kim    | 100.000^                      |
| Đức (BVMI)                                                                         | Bạch kim    | 300.000^                      |
| Anh Quốc (BPI)                                                                     | 3× Bạch kim | 900.000^                      |
| Hoa Kỳ (RIAA)                                                                      | 4× Bạch kim | 4,878,000^                    |
| * Chứng nhận dựa theo doanh số tiêu thụ. ^ Chứng nhận dựa theo doanh số nhập hàng. |             |                               |

* Ở Vương quốc Anh, các album tuyển tập của nhiều nghệ sĩ không được xếp vào Top 200 Artist Albums Chart.

## Đĩa đơn
| Năm  | Đĩa đơn                                | Ca sĩ                                      | Xếp hạng               | Vị trí |
| ---- | -------------------------------------- | ------------------------------------------ | ---------------------- | ------ |
| 2006 | "Bop to the Top"                       | Ashley Tisdale và Lucas Grabeel            | U.S. Billboard Pop 100 | 45     |
| 2006 | "Bop to the Top"                       | Ashley Tisdale và Lucas Grabeel            | U.S. Billboard Hot 100 | 4      |
| 2006 | "Bop to the Top"                       | Ashley Tisdale và Lucas Grabeel            | Pop 100                | 6      |
| 2006 | "Bop to the Top"                       | Ashley Tisdale và Lucas Grabeel            | UK Singles Chart       | 9      |
| 2006 | "Get'cha Head in the Game"             | Drew Seeley*                               | Hot 100                | 23     |
| 2006 | "Get'cha Head in the Game"             | Drew Seeley*                               | Pop 100                | 23     |
| 2006 | "Start of Something New"               | Zac Efron, Drew Seeley* và Vanessa Hudgens | Hot 100                | 28     |
| 2006 | "Start of Something New"               | Zac Efron, Drew Seeley* và Vanessa Hudgens | Pop 100                | 30     |
| 2006 | "Stick to the Status Quo"              | Diễn viên High School Musical              | Pop 100                | 37     |
| 2006 | "Stick to the Status Quo"              | Diễn viên High School Musical              | Hot 100                | 43     |
| 2007 | "Stick to the Status Quo"              | Diễn viên High School Musical              | UK Singles Chart       | 74     |
| 2006 | "We're All in This Together"           | Diễn viên High School Musical              | Pop 100                | 32     |
| 2006 | "We're All in This Together"           | Diễn viên High School Musical              | Hot 100                | 34     |
| 2007 | "We're All in This Together"           | Diễn viên High School Musical              | UK Singles Chart       | 40     |
| 2006 | "What I've Been Looking For"           | Ashley Tisdale và Lucas Grabeel            | Pop 100                | 34     |
| 2006 | "What I've Been Looking For"           | Ashley Tisdale và Lucas Grabeel            | Hot 100                | 35     |
| 2006 | "What I've Been Looking For (Hát lại)" | Drew Seeley* và Vanessa Hudgens            | Pop 100                | 54     |
| 2006 | "What I've Been Looking For (Hát lại)" | Drew Seeley* và Vanessa Hudgens            | Hot 100                | 66     |
| 2006 | "When There Was Me and You"            | Vanessa Hudgens                            | Pop 100                | 55     |
| 2006 | "When There Was Me and You"            | Vanessa Hudgens                            | Hot 100                | 71     |

## Soạn nhạc
Sáu nhóm sáng tác đã được thuê để viết nhạc cho bộ phim (cũng là cho album):
- "Start of Something New", "I Can't Take My Eyes Off of You" và "We’re All in This Together" bởi Matthew Gerrard & Robbie Nevil
- "Stick to the Status Quo" bởi David Lawrence & Faye Greenberg
- "Get'cha Head in the Game" bởi Ray Cham, Greg Cham, và Andrew Seeley
- "Bop to the Top" bởi Randy Petersen & Kevin Quinn
- "What I’ve Been Looking For" bởi Andy Dodd & Adam Watts
- "Breaking Free" và "When There Was Me and You" bởi Jamie Houston

## Các phiên bản quốc tế
Album này đã được thu âm lại bằng những ngôn ngữ khác và phát hành ở một số nước.
| Album                             | Tên gốc             | Ngôn ngữ    | Nghệ sĩ                                                               | Quốc gia    |
| --------------------------------- | ------------------- | ----------- | --------------------------------------------------------------------- | ----------- |
| High School Musical               | High School Musical | Tây Ban Nha | Mota                                                                  | Tây Ban Nha |
| High School Musical               | High School Musical | Tây Ban Nha | Reparto de "High School Musical: El Desafío"                          | Mexico      |
| Классный мюзикл (Klassny Myuzikl) | High School Musical | Nga         | Sergey Lazarev, Kseniya Larina, Mikhail Veselov, Evgeniya Otradnaya,… | Nga         |
|                                   | High School Musical | Hindi       |                                                                       | Ấn Độ       |

## Lịch sử phát hành
| Khu vực | Ngày                 | Hãng đĩa    | Dạng đĩa |
| ------- | -------------------- | ----------- | -------- |
| Hoa Kỳ  | 10 tháng 1 năm 2006  | Walt Disney | CD       |
| Canada  | 10 tháng 1 năm 2006  | Walt Disney | CD       |
| Úc      | 27 tháng 5 năm 2006  | EMI         | CD       |
| Nam Phi | 13 tháng 11 năm 2006 | EMI         | CD       |